# Chrysiogenes arsenatis
Genre
Espèce
Chrysiogenes arsenatis est un ensemble d'espèces de bactéries, de l'embranchement des Chrysiogenetes.
Elle a un mode de vie et une biochimie qui lui est propre. Au lieu de « respirer » avec de l'oxygène, elle « respire » avec la forme la plus oxydée de l'arsenic, l'arséniate. Elle utilise l'arséniate comme récepteur d'électron, l'oxydant.
L'arsenic et ses composés, sont généralement toxiques aux différentes formes de vie. Les bactéries comme Chrysiogenes arsenatis se trouvent dans des environnements « contaminés » par l'arsenic.

## Taxonomie
Le nom correct complet (avec auteur) de ce taxon est Chrysiogenes arsenatis Macy et al. 1996.

### Étymologie
L'étymologie du nom spécifique est la suivante : ar.sen.a’tis. N.L. gen. masc. n. arsenatis, de l'arséniate, fait référence à la capacité de cet organisme à réduire l'arséniate en arsénite.

### GenreChrysiogenes
- (en) Catalogue of Life : Chrysiogenes Macy et al., 1996 (consulté le 11 décembre 2020)
- (en) NCBI : Chrysiogenes (taxons inclus)

### EspèceChrysiogenes arsenatis
- (en) Catalogue of Life : Chrysiogenes arsenatis Macy et al., 1996 (consulté le 11 mai 2025)
- (fr + en) EOL : Chrysiogenes arsenatis (consulté le 11 mai 2025)
- (fr + en) GBIF : Chrysiogenes arsenatis Macy et al., 1996 (consulté le 11 mai 2025)
- (en) IRMNG : Chrysiogenes arsenatis Macy et al. 1996 (consulté le 11 mai 2025)
- (fr + en) ITIS : Chrysiogenes arsenatis Macy et al., 1996 (consulté le 11 mai 2025)
- (en) LPSN : Chrysiogenes arsenatis Macy et al. 1996 (consulté le 11 mai 2025)
- (en) NCBI : Chrysiogenes arsenatis (taxons inclus) (consulté le 11 mai 2025)
- (en) Taxonomicon : Chrysiogenes arsenatis Macy et al. 1996 (consulté le 11 mai 2025)
- (en) Tree of Life Web Project : Chrysiogenes arsenatis